# Турчанович Антон Федорович
Турчанович Антон Федорович (* 17 січня 1854 — 1943, Брацлав, Немирівський район, Вінницька область) — український офіцер часів російської імперії, винахідник одного з варіантів польової кухні.

## Біографія
Походив із родини збіднілих дворян. Народився у Козелецькому повіті, Чернігівської губернії.
Закінчив Холмську гімназію. 
18 листопада 1875 року — почав військову службу рядовим російської армії (прослужив у ній 40 років). 
1878 — під час російсько-турецької війни отримав перший офіцерський чин (прапорщика) за взяття в полон  Османа - паші, направлений у Київське піхотне училище.
За мужність, виявлену в складі корпусу генерала М. Скобелєва під Плевною, був нагороджений солдатським Георгіївським хрестом 4-го ступеню. 
Учасник китайської та японської кампаній.
З лютого 1898 року — підполковник, а з лютого 1910-го — полковник. 
1910 — призначений Літинським повітовим військовим начальником.
1913 — призначений Вінницьким повітовим військовим начальником.
1915 — вийшов у відставку в ранзі полковника. 
За роки служби нагороджений орденами Св. Володимира 4-го ступеня з бантом, Св. Анни 2-го і 3-го ступенів, Св. Станіслава 2-го і 3-го ступенів.
Останні роки життя провів у сім’ї молодшої доньки у Брацлаві.

## Винахід
1908 - патентне відомство Російської імперії видало мешканцю містечка Жмеринка А.Турчановичу «Патент на привілей 12 256». Документ свідчив, що «військово-похідна кухня-самовар», або «універсальна переносна піч», описана Турчановичем у «проханні на винахід» від 8 березня 1904 року, є винаходом і не має аналогів. 
До розроблення кухні на колесах Турчановича спонукав конкурс, оголошений військовим міністерством. Технічні умови були такі: вимагалося побудувати похідні кухні двох типів - піхотно-артилерійську (на 4 колесах) і кавалерійську (на 2 колесах). До того за військом на звичайних селянських підводах возили мідні казани.
1898 - на посаді заступника командира з господарської частини 12-го полку (дислокований у Жмеринці) Турчанович почав розробляти креслення задуманої ним кухні на колесах. 
1903 - було виготовлено солдатську «кухню-пекарню-кип'ятильню». 
Загалом на конкурс було представлено 15 зразків кухонь на колесах. Найбільш відомими стали на той час, крім кухні системи Турчановича, проекти Маргушина, Кшиштофа, товариства Путіловських заводів.
Турчанович сам займався пропагуванням свого винаходу – розсилав проспекти й описи польової кухні в різні гарнізони, в газеті «Русский инвалид» надрукував оголошення, а всім, від кого залежала поява кухні у війську, роздавав креслення. Винахід помітили й оцінили у військовому міністерстві лише після втручання головного інтенданта генерал-лейтенанта Фелікса Ростковського. Пересувну кухню відправили на випробування.
1904 - кухні зразка Турчановича відправили в діючу армію на фронти російсько-японської війни. Там вигідність винаходу стала очевидною: обід із 3 страв готували протягом 3 годин, вечерю – за 1,5 години. Вода в казані закипала протягом 40-45 хвилин. При цьому було потрібно зовсім мало палива, до того ж, використовували будь-яке підручне паливо: хмиз, торф, вугілля.
За свідченням командира 11-го Східно-Сибірського стрілецького полку, кухня Турчановича, маючи дуже просту конструкцію і малу вагу, дає змогу приготувати за 4 години борщ, кашу і чай на роту солдатів (250 осіб, за штатним розписом стрілецької роти воєнного часу). 
Винахід Турчановича помітили англійські, французькі, німецькі, австрійські й інші військові агенти (аташе), прикомандировані до польової російської армії в Маньчжурії (усього 27 представників різних країн). Вже перед Першою світовою війною практично всі армії світу мали зручні похідні польові кухні.
У Вінницькому обласному краєзнавчому музеї є невелика експозиція, присвячена Турчановичу. У фондах зберігаються креслення та пояснення до них, фотознімки, на яких винахідник зображений  сам і разом із сім’єю.
2008 року у Вінниці на вулиці Князів Коріатовичів, 89  знесли будинок, у якому колись жив полковник Турчанович. 

## Вшанування пам'яті
У місті Вінниця є вулиця Антона Турчановича.
У місті Жмеринка є вулиця Антона Турчановича.

## Ланки
- Віталій і Галина Чепак. Українець, який нагодував усі армії світу // Дзеркало тижня, №5 (785), 13.02.2010
- Федір Шевчук. Винахідник польової кухні Турчанович // Бершадський край